# رخش (مركبة مدرعة)
رخش هي ناقلة جنود مدرعة ذات أربعة محاور (4*4) إيرانية الصنع وقادرة على حمل عشرة أشخاص، وقد صُمِمَت لنقل الجنود لأرض المعركة، يبلغ طولها نحو 6.06 متراً وعرضها 2.4 متر وارتفاعها (حتى سقفها) 2.43 متر. وتَستخدم هذه المدرعة محرك ديزل من نوع 4 اسطوانات وبقدرة قصوى تبلغ  155حصان/بخاري، يوفر لها السير بسرعة عالية تصل إلى 100 كم/س في الطرق الممهدة. وتزن هذه المدرعة مع تجهيزات القتال 7500 كغم وهناك تصاميم أخرى تصل إلى 9000 كغم. تم تصميم وتصنيع هذه المدرعة من قبل مجمع الشهيد كولاه دوز الصناعي، وقد دخلت الخدمة في الشرطة والجيش الإيراني (وخاصة الحرس الثوري الايراني).

## التأريخ
شُوهِدَت مدرعة رخش للمرة الأولى تقوم بدوريات في الشوارع السودانية عام 2005، قبل أن تكشف عنها إيران رسمياً عام 2006 حيث يُعتقَد أن نحو 20 منها صُدّرت إلى السودان وفق عقد وُقّع في عام 2004. وبدأت عمليات التسليم من عام 2005 وانتهت في عام 2006.

## خصائص المدرعة
يمتاز هذا النوع من الناقلات المدرعة ذات الأربعة محاور (4*4) بالتحرك على الطرق المرصوفة بسرعة والتحرك الجيد في المناطق والطرق غير المرصوفة، ومن الخصائص المهمة لمدرعة (رخش) ان عدد طاقمها يتكون من 10 عسكريين (2 طاقم المدرعة + 8 جنود). مركبة رخش المدرعة مجهزة بأسلحة آلية بعيارات مختلفة مثل مدفع رشاش عيار 12.7 ملم، نُصِبَ على برج المدرعة والقادر على توفير الحماية للرامي، كما تستطيع المدرعة حمل أسلحة آلية أخرى.

## المشغلين

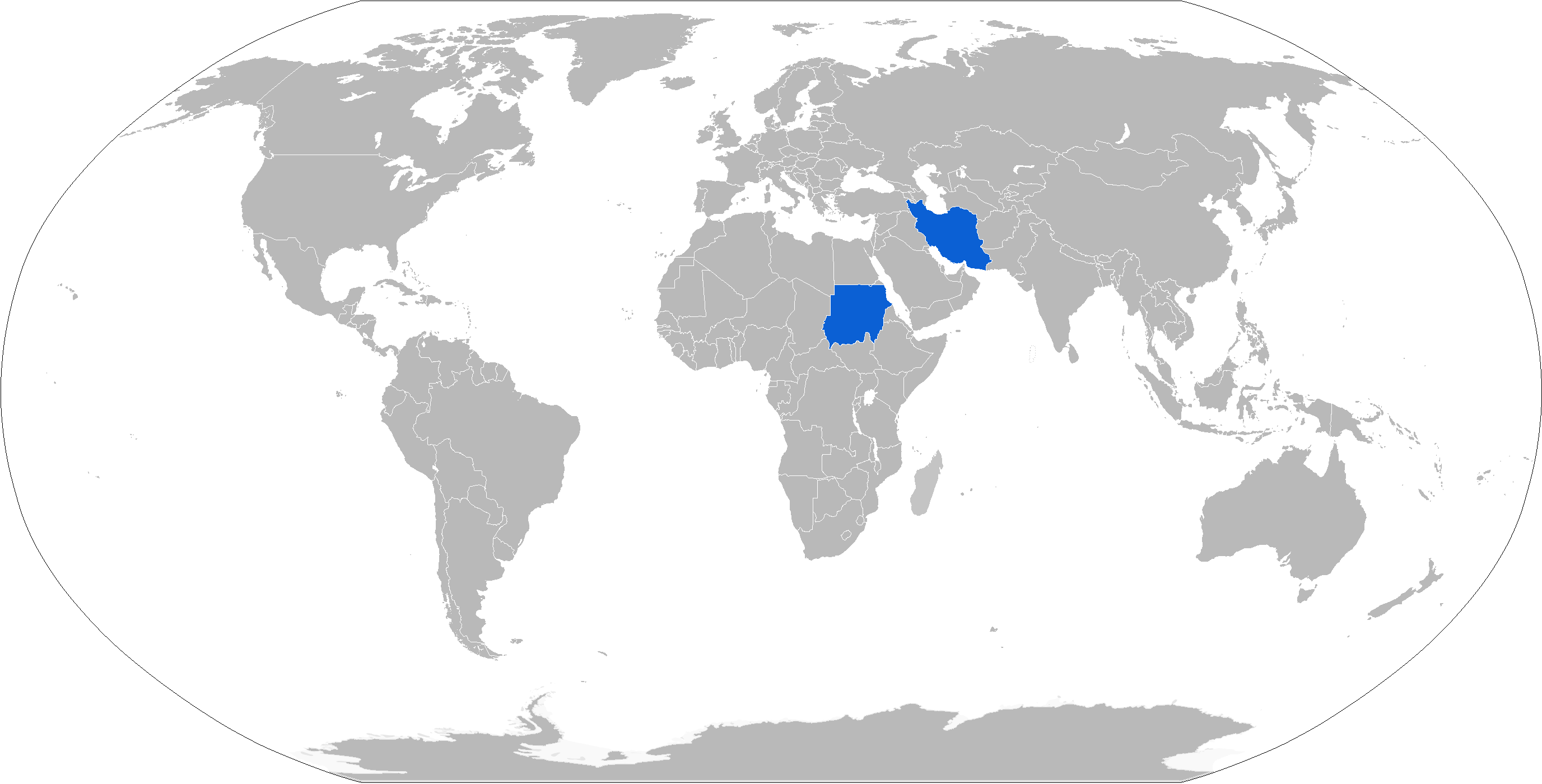
خريطة لمشغلي عربة رخش بالأزرق

- إيران - تُستَخدَم من قبل الجيش، والحرس الثوري والشرطة.
- السودان[3] - اشترى حوالي 20 عربة في عام 2004م. بدأت عمليات التسليم في عام 2005 وانتهت في عام 2006.[4]

## معرض الصور

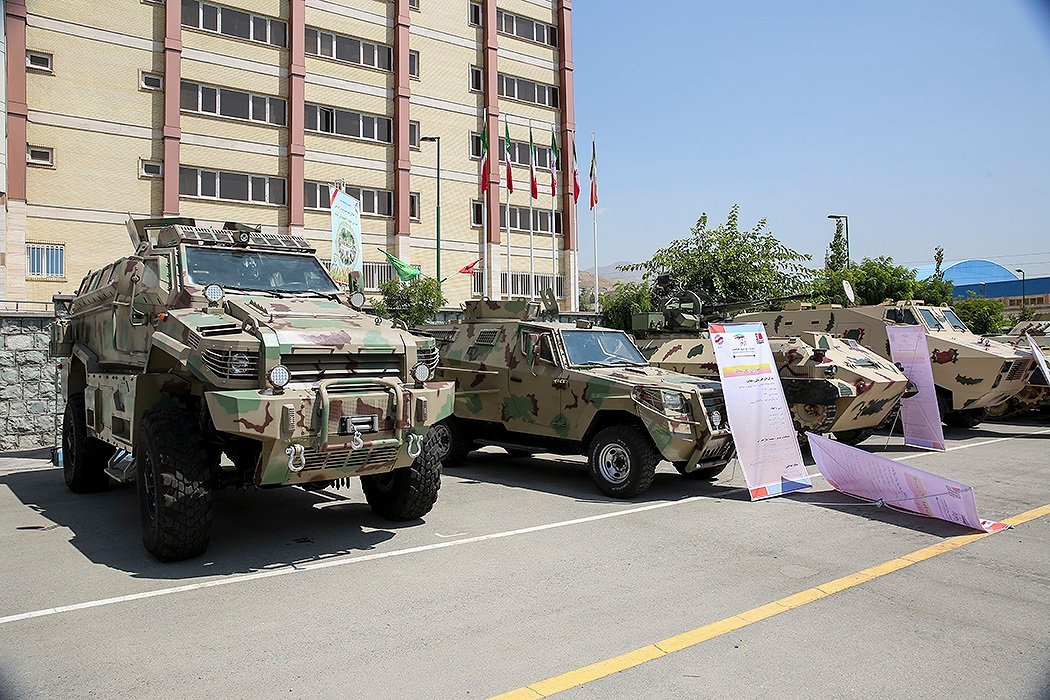
عجلة طوفان على اليسار، وبجانبها ناقلة الجند رخش إيرانية الصنع

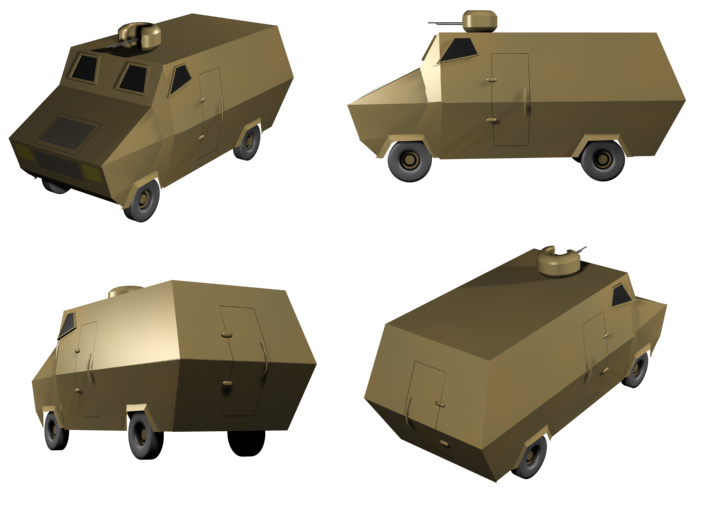
رسم توضيحي لعربات رخش رباعية الدفع